# フェリピ・ジェドス・ダ・コンセイソン
フェリピ・ジェドス（Felipe Gedoz）ことフェリピ・ジェドス・ダ・コンセイソン（ポルトガル語: Felipe Gedoz da Conceição、1993年7月12日 - ）は、ブラジルのサッカー選手。ポジションはMF。

## クラブ歴

### ユース
2004年、11歳でECジュベントゥージの下部組織に加入。2年後に退団し、カタールやサウジアラビアでユースの大会に参加していた。その後ブラジルに帰国し、CRフラメンゴやクリシューマECのトライアルに参加したが、合格は出来なかった。そしてCAカラジーニョやECグアラニに在籍した。

### デフェンソール
2011年にウルグアイのデフェンソール・スポルティングのトライアルに参加。2014年までの契約を勝ち取ったが、当初はU-20チームに割り当てられ、2012年1月にトップチーム昇格となった。
2012年9月5日の試合でアニベル・エルナンデスに代わって投入され、プロ初出場を記録した。プロ初得点は2013年8月25日となった。11月7日には1試合で2得点を記録した。国際大会初出場となったのは2014年2月19日のコパ・リベルタドーレス2014で、スターティングメンバーとして出場し、1得点の結果も残した。
2014年3月には9日間に行われた3試合で4得点を獲得する快挙を成し遂げた。また同月は21日にも得点を記録している。.

### クラブ・ブルッヘ
2014年8月27日に2年半契約でクラブ・ブルッヘに移籍。移籍金は報じられる所によると100万米ドル、保有権の65%を買い取ったとみられている。9月14日に移籍後初出場初得点を記録した。18日にはUEFAヨーロッパリーグ 2014-15 グループリーグに出場し、UEFA主催大会でも初出場となった。ヨーロッパリーグでは12月11日に初得点をペナルティキックで記録した。2014-15シーズンにベルギーカップのタイトルを獲得すると、翌シーズンはベルギー・ファースト・ディビジョンAでタイトルを獲得、ベルギー・スーパーカップもタイトルを取ったが彼はこの試合ではベンチであった。
2016年9月14日にはUEFAチャンピオンズリーグ 2016-17 グループリーグにホセ・イスキエルドと交代で出場し、UEFAチャンピオンズリーグ初出場となった。

### アトレチコ・パラナエンセ
2017年にカンピオナート・ブラジレイロ・セリエAのアトレチコ・パラナエンセに移籍。2018年にカンピオナート・ブラジレイロ・セリエBのゴイアスECに、2019年に同じくカンピオナート・ブラジレイロ・セリエBのECヴィトーリアに期限付き移籍し、契約が満了となった。

## 代表歴
2014年3月、ブラジル代表でプレーする事が夢ではあるが、ウルグアイ代表から招集がかかれば受けるつもりでいる事を明かした。9月にはウルグアイ代表を目指すと述べたものの、10月8日にブラジルU-21代表からの招集を受けた。3日後の試合でブラジルU-21代表として出場したため、ウルグアイ代表への道は潰えた。